# Rouville (Oise)
Rouville ist eine französische Gemeinde mit 250 Einwohnern (Stand 1. Januar 2022) im Département Oise in der Region Hauts-de-France (vor 2016 Picardie). Sie gehört zum Arrondissement Senlis und zum Kanton Nanteuil-le-Haudouin (bis 2015 Crépy-en-Valois). Die Einwohner werden Rouvillois genannt.

## Geographie
Rouville liegt etwa 36 Kilometer ostnordöstlich von Senlis und etwa 35 Kilometer südsüdöstlich von Compiègne. Umgeben wird Rouville von den Nachbargemeinden Crépy-en-Valois im Norden und Nordosten, Lévignen im Süden und Osten, Ormoy-Villers im Westen und Südwesten sowie Duvy im Nordwesten.

## Einwohner
| 1962                      | 1968 | 1975 | 1982 | 1990 | 1999 | 2006 | 2013 |
| ------------------------- | ---- | ---- | ---- | ---- | ---- | ---- | ---- |
| 125                       | 135  | 193  | 216  | 248  | 267  | 291  | 271  |
| Quelle: Cassini und INSEE |      |      |      |      |      |      |      |

## Sehenswürdigkeiten

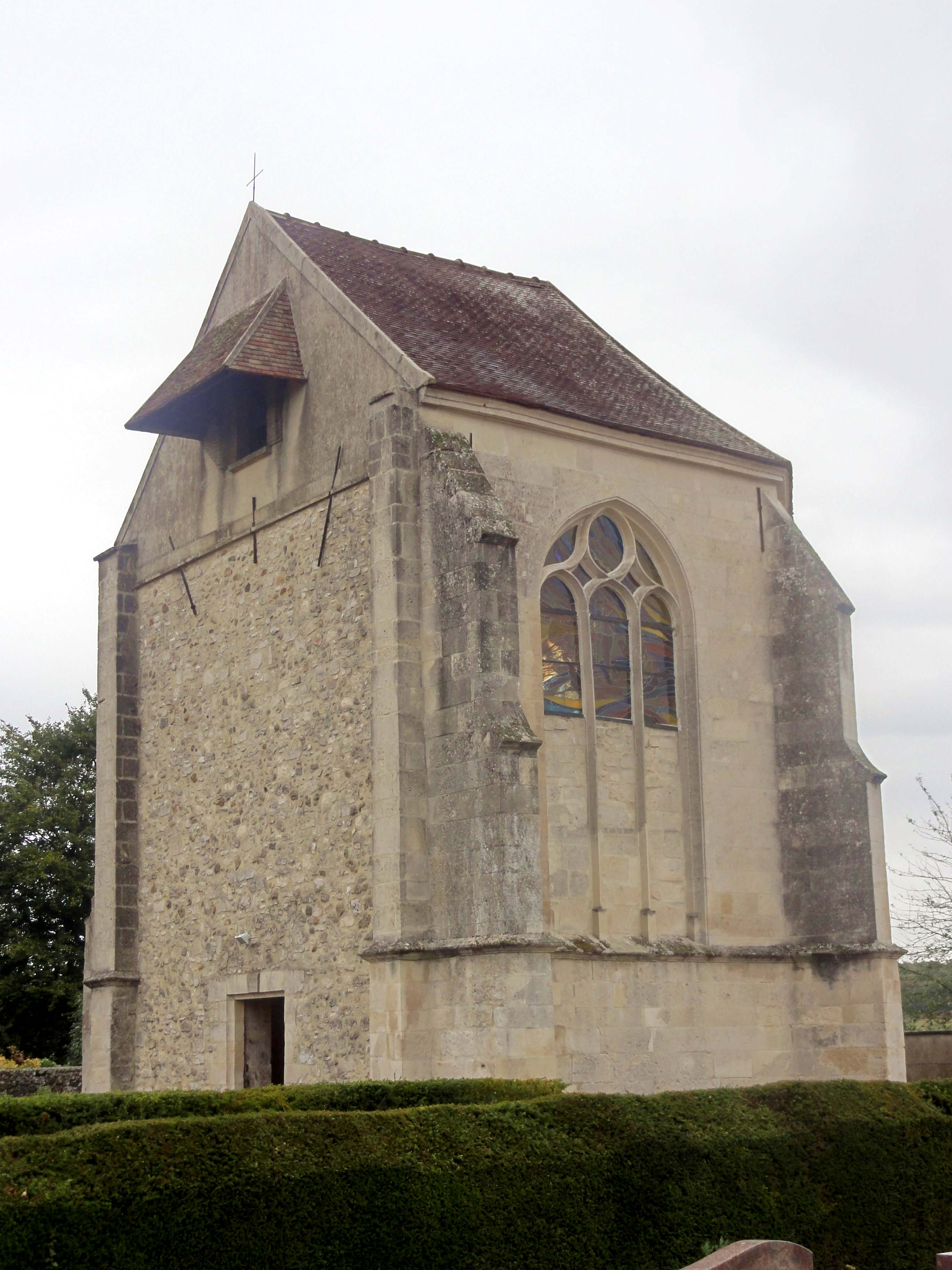
Kirche Saint-Fuscien

- Kirche Saint-Fuscien, um 1530/1540 erbaut, Monument historique